# Traktat z Portsmouth (1905)

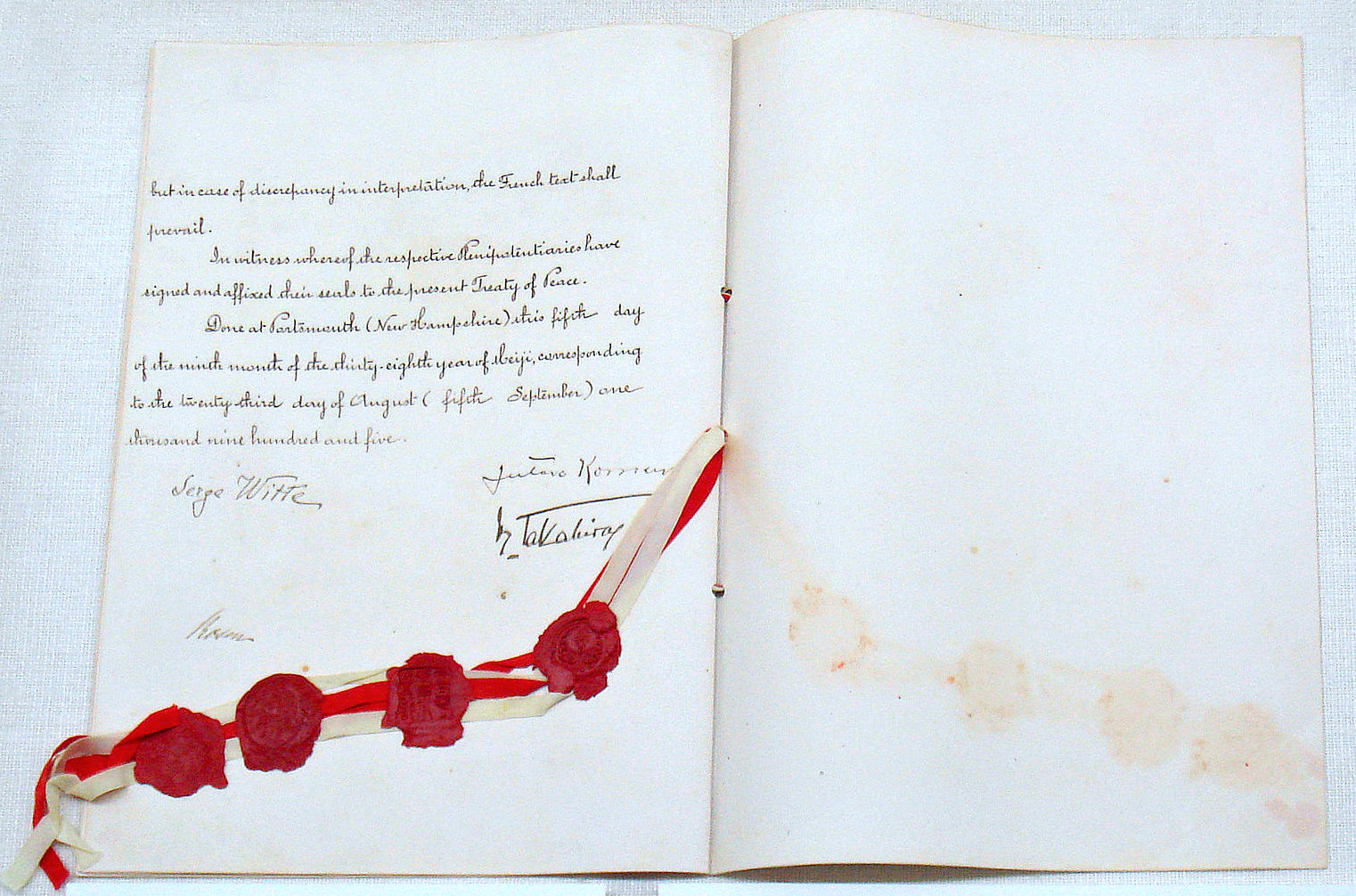
Traktat z Portsmouth

Traktat z Portsmouth – traktat pokojowy pomiędzy Japonią a Imperium Rosyjskim, kończący wojnę rosyjsko-japońską (1904-1905) zawarty 23 sierpnia?/5 września 1905 roku. Zawarcie traktatu poprzedziły negocjacje w Portsmouth Naval Shipyard, nieopodal Portsmouth w stanie New Hampshire, w Stanach Zjednoczonych.

## Historia
Ze strony Rosji układ podpisał przewodniczący Komitetu Ministrów Siergiej Witte i ambasador w Stanach Zjednoczonych Roman Rozen, a ze strony Japonii minister spraw zagranicznych Jutarō Komura (1855–1911) i przedstawiciel Japonii w Stanach Zjednoczonych Kogorō Takahira (1854–1926).
Już w czasie prowadzenia działań wojennych Japonia, od lipca 1904 roku niejednokrotnie próbowała poprzez przedstawicielstwa Wielkiej Brytanii, Niemiec i Stanów Zjednoczonych nakłonić Rosję do rozmów pokojowych ze względu na ciężką sytuację ekonomiczną kraju, mimo odnoszonych sukcesów militarnych na froncie i na morzu. Do rozmów pokojowych doprowadziły Stany Zjednoczone, Wielka Brytania i Francja, bojąc się osłabienia Rosji, wzmocnienia Niemiec w Europie i Japonii na Dalekim Wschodzie.
W kwietniu 1905 roku, po otrzymaniu gwarancji od Brytyjczyków, Japonia zwróciła się do prezydenta Stanów Zjednoczonych Teodora Roosevelta z prośbą o pośrednictwo. Rząd carski, do tej pory odmawiający wszczęcia rozmów i pójścia na ustępstwa, dopiero po rozbiciu eskadry rosyjskiej pod Cuszimą (→bitwa pod Cuszimą) i chcąc zaoszczędzić siły w celu walki z narastającą rewolucją w kraju, przyjął propozycje rozmów pokojowych. Rozmowy rozpoczęły się 21 sierpnia. Japonia żądała oddania jej w dzierżawę Półwyspu Liaotuńskiego, Południowomandżurskiej Linii Kolejowej, wyspy Sachalin, zaprzestania wtrącania się Rosji w sprawy Korei, opłat kontrybucyjnych, wycofania wojsk z Mandżurii, ograniczenia wielkości sił zbrojnych Rosji na Dalekim Wschodzie i wydania Japonii internowanych w portach neutralnych rosyjskich okrętów oraz możliwości połowów wzdłuż wybrzeża rosyjskiego. Roosevelt nie zgadzał się na wypłatę kontrybucji przez Rosję.
Po kilkudniowych rozmowach Japonia zrezygnowała z szeregu żądań. W zawartym układzie pokojowym Rosja zgodziła się na prawo Japonii do dzierżawy Półwyspu Liaotuńskiego wraz z Port Arturem i portem Dalian, Południowomandżurskiej Linii Kolejowej od Port Artura do Chanchuana, południowej części wyspy Sachalin (do 50 równoleżnika). Rosja uznawała Koreę za strefę wpływów Japonii. Jednak Japonia zobowiązała się nie czynić niczego, co by wpływało ujemnie na suwerenność Korei. Rosja zgodziła się na zawarcie z Japonią konwencji o rybołówstwie. Obydwie strony zgodziły się na wycofanie wojsk z Mandżurii, nieprzeszkadzanie prowadzenia wzajemnego handlu, jak i handlu z innymi krajami. Układ przewidywał, że strony nie będą prowadziły działań utrudniających pływanie statków przez Cieśninę Tatarską i Cieśninę La Pérouse’a. Japonia zobowiązała się do eksploatacji Południowomandżurskiej Linii Kolejowej tylko w celach handlowych i do niefortyfikowania wyspy Sachalin.
Po zawarciu pokoju niektóre kręgi polityczne w Japonii żądały dalszego prowadzenia wojny i doprowadziły do odejścia Komury. Po długotrwałych walkach politycznych wewnątrz krajów obie strony ratyfikowały warunki pokoju zawartego w Portsmouth. Zawarty pokój pomógł rządowi Rosji w zdławieniu rewolucji 1905 roku.
W 1906 roku Theodore Roosevelt za wypracowanie pokoju w Portsmouth otrzymał Pokojową Nagrodę Nobla.
Po podpisaniu w 1925 roku umów dyplomatycznych pomiędzy Japonią a ZSRR, rząd sowiecki przyjął podpisany układ pokojowy z warunkami, że nie ponosi za zawarty pokój odpowiedzialności politycznej. Japonia w 1931 roku złamała warunki pokoju, wprowadzając swoje wojska do Mandżurii (→incydent mukdeński).